# Klingenberger Straße 153 und 155 (Böckingen)

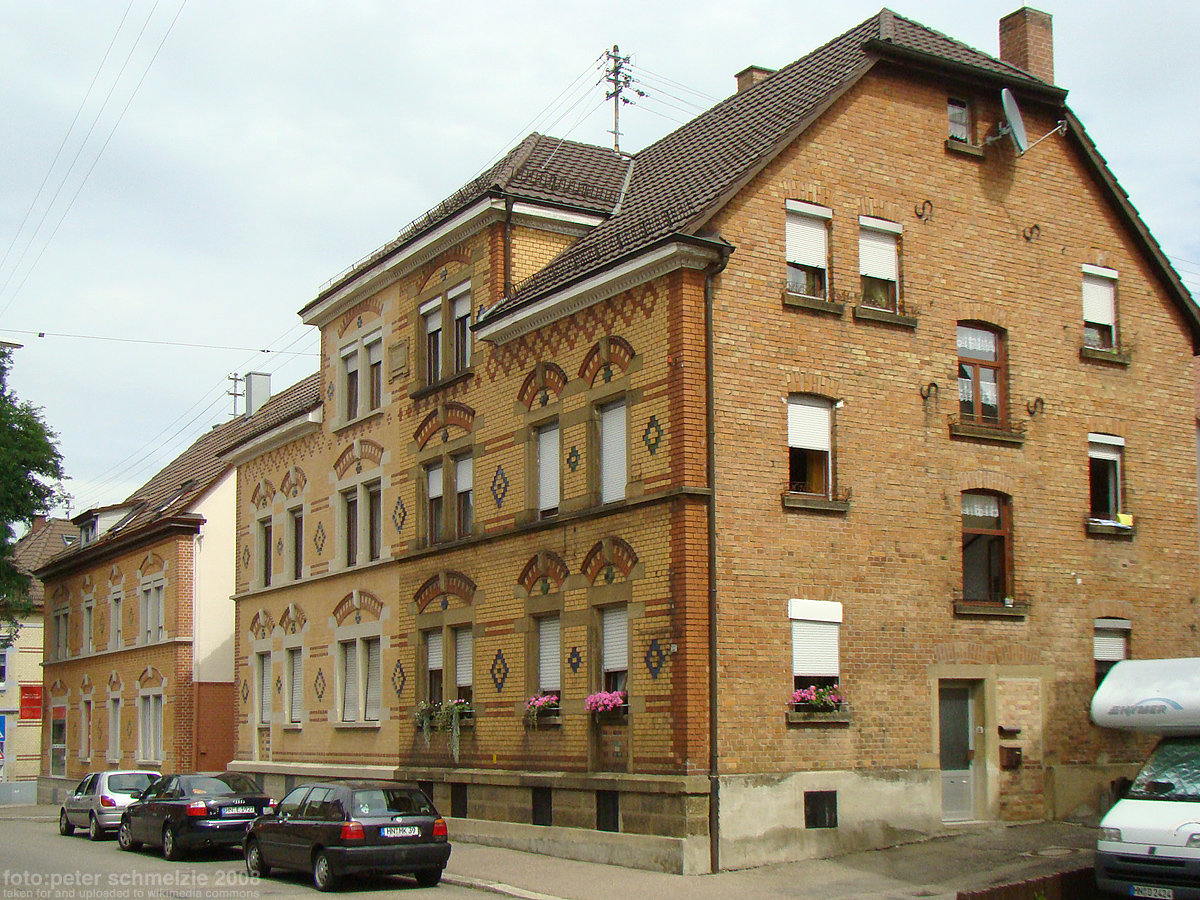
Doppelhaus Klingenberger Str. 153/155 in Heilbronn-Böckingen

Das Doppelhaus Klingenberger Straße 153 und 155 im Heilbronner Stadtteil Böckingen ist ein privater Profanbau, der nach Plänen des Architekten August Mogler durch den Böckinger Bauunternehmer K. Steinacker im Jahre 1902 errichtet wurde und inzwischen unter Denkmalschutz steht.

## Beschreibung
Das Doppelhaus ist ein zweistöckiger Bau. Die Fassade wird symmetrisch mit einer axialen Fensterordnung unterteilt. Ein Zwerchhaus in der Mitte verbindet das Doppelhaus miteinander. Die mit unterschiedlichen Farben glasierten Ziegeln der Fassade erinnern an die Ziegelei Böckingen.